# 2-je Malcewo
2-je Malcewo lub Wtoroje Malcewo (ros. 2-е Мальцево) – wieś (ros. деревня, trb. dieriewnia) w zachodniej Rosji, w sielsowiecie lubimowskim rejonu bolszesołdatskiego w obwodzie kurskim.

## Geografia
Miejscowość położona jest w pobliżu rzeki Rieut, 2 km od centrum administracyjnego sielsowietu lubimowskiego (Lubimowka), 23 km od centrum administracyjnego rejonu (Bolszoje Sołdatskoje), 43 km od Kurska.

## Demografia
W 2010 r. miejscowość zamieszkiwało 177 osób.

## Zabytki
- Cerkiew Wielkiego Męczennika św. Dymitra z Tesaloniki (1864)[2]